# Mel van der Veekens
Mel van der Veekens (Zaandam, 5 oktober 1998) is een Nederlands baan- en wegwielrenner die anno 2020 rijdt voor à Bloc. Van der Veekens won in 2017 het Nederlands kampioenschap op de 50km.

## Belangrijkste resultaten

### Baanwielrennen
| Jaar     | NK                       | EK       | WK       | Overig   |
| Junioren | Junioren                 | Junioren | Junioren | Junioren |
| -------- | ------------------------ | -------- | -------- | -------- |
| 2014     | koppelkoers, puntenkoers |          |          |          |
| Elite    |                          |          |          |          |
| 2015     | ploegenachtervolging     |          |          |          |
| 2016     | ploegenachtervolging     |          |          |          |
| 2017     | 50 KM                    |          |          |          |
| 2018     |                          |          |          |          |
| 2019     |                          |          |          |          |

## Ploegen
- 2017 –  Monkey Town Continental Team
- 2018 –  Monkey Town Continental Team
- 2019 –  Monkey Town-à Bloc
- 2020 –  à Bloc

Bakker · van Breda · Buskermolen · de Jonge · Kleiman · Looij · van Luijk · Markus · Ockeloen · Pluto · van Rhee · Santoro · Schulting · Slik · van der Veekens · Zanotti